# Zelenivci
Zelenivci (znanstveno ime Chlorociboria) so rod gliv iz družine zelenivkark (Chlorociboriaceae).

## Seznam zelenivcev Slovenije[2]
- zelenkasti zelenivec (Chlorociboria aeruginascens)
- zeleni zelenivec (Chlorociboria aeruginosa)